# マーサ・B・エカード
マーサ・B・エカード（Martha Bushong Akard, 1887年4月17日 - 1969年5月30日）は、米国のルーテル教会の宣教師。1914年、26歳の時に日本伝道に派遣された。1924年、熊本の九州女学院のちの九州女学院短期大学（現ルーテル学院中学校・高等学校及び九州ルーテル学院大学）の院長に選任される。ウィッテンバーグ大学大学院で教育学を学んで就任したのは1926年。1940年、戦時体制で一時帰国したが、戦後に再来日した。九州女学院名誉院長（1947年 - 1955年）。

## 誕生から青年期
1887年4月17日にテネシー州、サリバン郡、ミルポイント(Mill Point)、現在のブラウントヴィルの近くで生まれた。父アベル、母アイダの間には9人の子供が生まれたが4人の男児は夭逝、生き残った5人の女児のうち、マーサは次女であった。家族はルーテル教会の熱心な信者である。1900年と1901年に相次いで母、父を失う。当時やむをえず家庭教師についた。1901年サリンズカレッジの予科、翌年本科に入学、更に翌年ヴァージニア州スミス郡にあるマリオン・カレッジに入学。1905年6月に卒業。マリオン・カレッジ付属高校で教鞭をとる。1909年9月からワシントンD.C.にあるルーシー・ヘイズ・ナショナル幼稚園師範学校に入学。1911年6月、卒業後、日本に伝道にいく希望をのべたが、未婚の女子は派遣できないという返事であった。1911年9月メリーランド州バルティモアにあるルーテル教会ディアコネス・マザーハウス訓練学校の聖書研究科（2年制）に入学した。1913年6月卒業、任地もきまっていたが、婦人伝道局から宣教師として日本派遣が決定された。

## 日本へ：幼稚園での宣教活動
北米一致ルーテル教会より初めての独身女性宣教師として日本伝道に派遣されることになり、1914年1月サンフランシスコ出発、横浜に着いた。日本語学校で2年過程を1年半で終了、1915年、佐賀幼稚園に1年勤務している。1916年福岡のルーテル教会運営の南博（なんぱく）幼稚園に勤務。1921年4月久留米にある日善幼稚園長を兼任する。1922年にキリスト教主義幼稚園の日本幼稚園連盟(Japan Kindergarten Union)九州支部長　次いで全国の日本幼稚園連盟長に選ばれている。エカードは日本の女性達と茶話会、料理講習会をおこない、また夜間の英語学校などを行い、宣教活動に大いに成果があった。博多に来た当時は日本家屋に住んだが、後に西洋式の女性宣教師館ができた。

## 九州女学院の設立
1922年、熊本の九州学院でルーテル教会第3回総会がおこなわれ、女学校の設立が決議された。その前年1921年、北米一致ルーテル教会婦人伝道部総会では日本に於ける女子学校の設立が決議されていた。1922年、175,000ドルの募金活動が行われた。菊池軌道沿線の室園（むろぞの）に建築費総予算31万円は現在(2006年）の値段であると15億5000万である。1924年6月エカートが院長に選任されると、彼女は9月にオハイオ州スプリングフィールドのウィッテンバーグ大学の大学院（教育学）に入学、1925年6月に卒業、修士号を修得。1926年3月、九州女学院院長であることを知事が認可した。

## 九州女学院の紹介
九州日日新聞2月18日の記事「壮大な建物に素晴らしい設備の新校舎、4月から開校する九州女学院」によると、

## 九州女学院の発展
九州女学院は5年制の各種学校並の資格でスタートしたので、上級学校への進学ができなかった。1928年に申請し、文部省より専門学校入学試験検定を有する「指定校」扱いとなり、1931年には文部省より５年制の女学校と同じ扱いとなった。当初は入学志願者数が年々減少した。英語の発音も発音記号を取り入れたりして、エカードの教育にかんする考え方が厳しすぎたからである。エカードは悩んだ末、方針を変更した。入試が簡単で入学しやすくし、宗教色を和らげ、良妻賢母教育の授業を行っていることを訴えた。その結果、十数年したら入学志願者が増加した。

## 年譜
- 1928年10月：正規の4年制高等女学校とみなす。清水高等女学校に改称。[7]
- 1931年2月：正規の5年制高等女学校とみなす。
- 1934年11月：九州MTL救らい協会の発起人、理事。
- 1937年：リウマチ性関節炎がおこる。アメリカに一時帰国。
- 1938年：日本に帰る。
- 1940年11月：九州女学院院長を辞任。
- 1941年9月：戦時体制で帰国。
- 1943年12月：ミネソタ州、ツィン・シティ、ルーテル再定住ホステル所長に就任。
- 1946年7月：同終了。8月、九州女学院に戻る。肺炎のため入院。
- 1947年4月：九州女学院名誉園長に就任。
- 1949年9月：病気療養のため米国へ（2年）。
- 1951年8月：米国より戻る。
- 1953年：熊本県教育功労者として熊日社会賞を受賞。
- 1955年：宣教師、九州女学院名誉院長を辞す。6月勲四等瑞宝章を受勲。
- 1956年：母校マリオン・カレッジの舎監、教師となる。
- 1960年：マリオン・カレッジ退職。
- 1960年9月：ワシントンD.C.のナショナル・ルーテル老人ホームに入居。
- 1969年5月30日：昇天。

## 戦争の足音
- 九州女学院では1938年11月、訓令に従って、御真影ならびに教育勅語の謄本拝受の申請書をだし、1か月後に到着した。この後、四大節には聖影を拝観させ、教育勅語を読み上げた。当時は奉安庫に入れたが、1944年には奉安殿に入れた。
- 1939年6月、文部省による視察があり、「皇国学の精神を打ち込むように」という訓戒をエカードに与えた。九州新聞に「外人は間諜（スパイ）と思えと、スパイ扱いにする風潮になった。聖書の講義などができなくなったが、外のキリスト教系の学校は抵抗したところもある。[10]米国からも帰国要請もあり、1940年院長辞任の意向を固め、県に許可をとった。1941年2月1日付、江頭精一が園長に就任した。1941年熊本出発、長崎、上海経由で帰国した。

## ハンセン病とエカード
ハンセン病患者の母とも讃えられるハンナ・リデルが設立したハンセン病病院回春病院は、九州女学院から徒歩10分の所にあり、エカードはリデルとその後継者エダ・ハンナ・ライトとの交流があった。熊本に住んでいた英国聖公会の牧師メイ・フリースは両者とも交流があり、エカードの学校の献堂式にリデルが招かれている。イギリスやアメリカで設立されたMTL(Mission to Lepers)救らい協会は、1925年日本にも設立され、1934年熊本でも設立された。11月の発会式があり、エカードは理事になった。1949年の同会の記念写真にエカードの外にライト、杉村春三、福田令寿、宮崎松記、内田守、江藤安純、潮谷総一郎、石松量蔵(同会理事長)らの写真がある。

## 慈愛園とエカード
福祉施設「慈愛園」は、エカードの後輩のミス、モード、パウラスらが設立した。献堂式は1923年4月に行われ、これには（娼妓救済ホーム）、（孤児養育ホーム）、（老人ホーム）があった。日本人としては福田令寿、遠山参良らが援助し潮谷総一郎が勤務した。そこでは牛を飼い、子供たちに一日1リットルのミルクを飲ませ、中流以上の生活をさせたという。娼妓救済は戦前に中止されたが、戦後も駆け込んでくる婦人がいた。エカードは慈愛園を自己犠牲のあかしと考え、慈愛園を援助した。

## 参考事項 女性宣教師について
アメリカでは1776年イギリス植民地13州の独立宣言から34年後の1810年に最初の外国伝道団体として超教派的なアメリカン・ボード(American Board of Commissioners for Foreign Missions)　が創立され、その後各教派に外国伝道局がもうけられ、世界各地に宣教師を派遣していった。独身女性宣教師は、婦人伝道局から任命を受けて来日するのである。
- 1861年　米国婦人一致外国伝道協会（超教派)
- 1868年　会衆派
- 1869年　北部メソジスト監督派
- 1870年　長老派
- 1871年　パプテスト派、米国聖公会
- 1875年　オランダ改革派
- 1878年　南部メソジスト監督派
- 1879年　メソジスト・プロテスタント派
- 1881年　フレンド派

### 明治期中期ごろまでに女子学校を設立した独身・寡婦の女性宣教師たち（一部）
- メアリー・E・キダー　フェリス女学院
- メアリー・P・プライン　横浜共立学院
- ルイズ・H・ピアソン 横浜共立学院
- ジュリア・N・クロスビー　横浜共立学院
- イライザ・タルカット　神戸女学院
- ジュリア・ダットレー　神戸女学院
- ドーラ・E・スクーンメーカー　青山女学院女子部
- マリア・T・P・ツルー　女子学院
- アリス・J・スタークウェザー同志社女子部
- エリザベス・ラッセル　活水学院
- ハリェット・G・ブリテン　横浜英和学院
- マーサ・G・カートメル　東洋英和女学院
- ジーン・M・ギーア　福岡女学院

## 文献
- 青山静子『マーサ・B・エカードの冒険 日本の女子教育・福祉にささげたアメリカ女性宣教師』2006年 ドメス出版 ISBN 4-8107-0669-9
- 九州女学院『九州女学院の50年』1976年 九州女学院
- 熊本県退職校長会　『熊本教育の人的遺産』2010年 熊本県退職校長会